# Phaenocarpa sculptata
Phaenocarpa sculptata är en stekelart som beskrevs av Fischer 1975. Phaenocarpa sculptata ingår i släktet Phaenocarpa och familjen bracksteklar. Inga underarter finns listade i Catalogue of Life.